# Học viện Không quân Gagarin
Học viện không quân Gagarin (tiếng Nga: Военно-воздушная академия имени Ю. А. Гагарина) là một trường học viện hàng không của Nga, có trụ sở tại Monino, Moskva.
Học viện Gagarin là một trong những học viện quân sự hàng đầu của Nga trong việc đào tạo nhân sự cấp cao cho Không quân Nga.
Trong số các cựu sinh viên của học viện có khoảng 700 người là Anh hùng Liên Xô (giải thưởng cao nhất của Liên Xô), hơn 10 nhà du hành vũ trụ và hơn 2000 chuyên gia quân sự đến từ 21 quốc gia nước ngoài.
Học viện chuyên đào tạo sĩ quan chỉ huy cấp trung đoàn và sư đoàn ở các vị trí chỉ huy, tham mưu, dẫn đường, hậu cần, thông tin liên lạc và hỗ trợ radar.
Alternative academy names in the English-language literature include Yuri Gagarin Military Air Academy and Yuri Gagarin Air Force Academy. In conversational speech often simply referred to as Gagarin Academy or Monino Academy.
Đến cuối năm 2008, học viện này và Học viện Kỹ thuật Hàng không N. Zhukovsky hợp nhất để trở thành Học viện Không quân Liên hợp Quân sự Gagarin-Zhukovsky, nhưng nó vẫn giữ nguyên khu campus Monino. Sau đó vào năm 2011, campus Monino đã bị đóng cửa..

## Lịch sử
Học viện được thành lập vào năm 1940. Nó có tên gọi là Học viện Không quân vào năm 1946. Năm 1968 nó được đặt mang tên Yuri Gagarin (Гагарин, Юрий Алексеевич).
Năm 2008, Học viện không quân Gagarin sáp nhập với Học viện Kỹ thuật Không quân Zhukovsky (tiếng Nga: Военно-воздушная инженерная академия имени профессора Н.Е. Жуковского).
Học viện mang tên mới "Học viện Không quân Zhukovsky–Gagarin"

## Giám đốc học viện

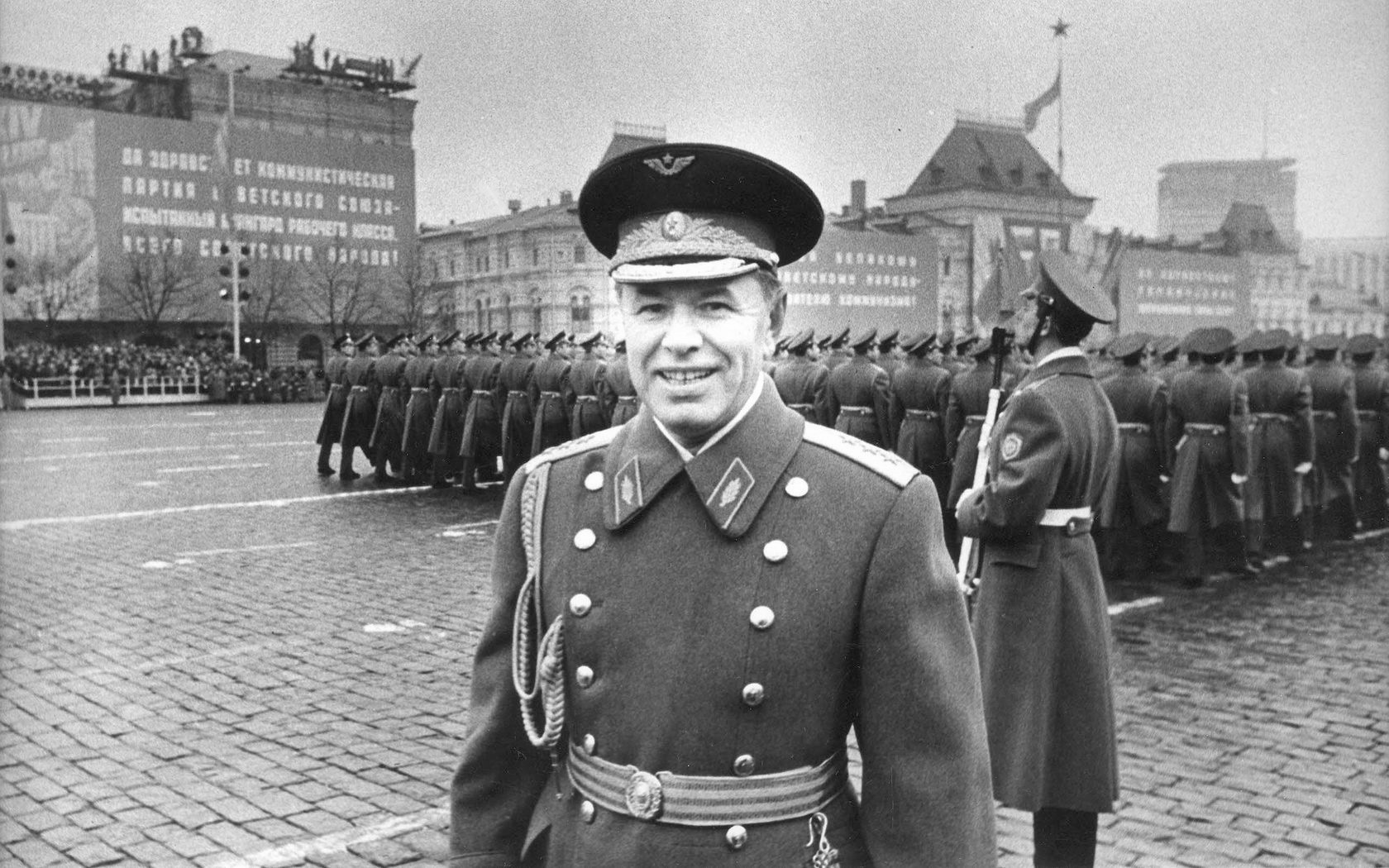
Tướng Nikolai Skomorokhov tại duyệt binh kỷ niệm cách mạng tháng Mười năm 1974.

- 1940 – Zinovy Pomerantsev [ru]
- 1940-1941 – Fyodor Arzhenukhin [ru]
- 1942 – Fyodor Astakhov
- 1941–1942 – Leonid Naryshkin [ru]
- 1942–1944 – Yakov Shkurin [ru]
- 1944–1946 – Petr Ionov [ru]
- 1946–1950 – Fedor Falaleyev
- 1950–1956 – Serafim Pestov [ru]
- 1956–1968 – Stepan Krasovsky
- 1968–1973 – Sergei Rudenko
- 1973–1988 – Nikolai Skomorokhov

## Giảng viên đáng chú ý
- Sergei Gulyev – Tiến sĩ Khoa học Quân sự, giáo sư.
- Alexander Drozhzhin – Tiến sĩ Khoa học Quân sự, giáo sư.
- Alexei Zaitsev [ru] – giáo sư, Thiếu tướng đã nghỉ hưu.
- Grigory Lavrik – Nhà khoa học danh dự của Nga, Tiến sĩ Khoa học quân sự, giáo sư.
- Georgy Molokanov – Nhà khoa học danh dự của Nga, Tiến sĩ Khoa học Kỹ thuật, giáo sư.
- Valentin Rog – Tiến sĩ Khoa học Quân sự, giáo sư.
- Ivan Timokhovich – Tiến sĩ khoa học lịch sử, giáo sư, thiếu tướng hàng không.

## Người nổi tiếng
- Vladimir Aleksenko – Trung tướng, hai lần Anh hùng Liên Xô.
- Vasily Andrianov – Thiếu tướng, hai lần Anh hùng Liên Xô.
- Leonid Beda – hai lần Anh hùng Liên Xô, Phi công quân sự được vinh danh của Liên Xô (1971), Trung tướng không quân (1972).
- Georgy Beregovoy – Phi công-Phi hành gia Liên Xô, hai lần Anh hùng Liên Xô.
- Mikhail Bondarenko – hai lần Anh hùng Liên Xô.
- Viktor Bondarev – Tổng tư lệnh Lực lượng Không quân Liên bang Nga (2011), Đại tá. Anh hùng Liên bang Nga.
- Andrei Borovykh – hai lần Anh hùng Liên Xô, Đại tá-Tổng tư lệnh Hàng không, Tư lệnh Hàng không Quân chủng Phòng không Liên Xô (1969–1977).
- Rafael del Pino – Phó Tham mưu trưởng Lực lượng Phòng không Cuba [5]
- Pavel Galkin - Anh hùng Liên Xô
- Aleksei Gubarev – Thiếu tướng, Phi công-Phi hành gia Liên Xô, hai lần Anh hùng Liên Xô.
- Sigmund Jähn –  nhà du hành vũ trụ Đông Đức
- Mikhail Karpeyev - Anh hùng Liên Xô.
- Ivan Kozhedub – Phi công xuất sắc trong Thế chiến II, bắn rơi số lượng máy bay địch cao nhất (64 chiếc) trong số các phi công của lực lượng Liên Xô. 3 lần Anh hùng Liên Xô, Nguyên soái không quân (1985).
- Anatoly Nedbaylo – Hai lần Anh hùng Liên Xô, Phó Giám đốc Học viện Kỹ thuật Không quân cấp cao Kiev (1968–1983), Thiếu tướng không quân.
- Ivan Vorobyov – Hai lần Anh hùng Liên Xô
- Alexander Yefimov – Tổng tư lệnh Không quân kiêm Thứ trưởng Bộ Quốc phòng Liên Xô (1984–1990); Nguyên soái Không quân (1975), Phi công Quân sự được vinh danh của Liên Xô (1970), Tiến sĩ Khoa học Quân sự, giáo sư.
- Alexander Zelin – Đại tá, Tổng tư lệnh Lực lượng Không quân Liên bang Nga (2007).